# Orbilia euonymi
Orbilia euonymi Velen. – gatunek grzybów workowych z klasy Orbiliomycetes.

## Systematyka i nazewnictwo
Pozycja w klasyfikacji według Index Fungorum: Orbiliaceae, Orbiliales, Orbiliomycetidae, Orbiliomycetes, Pezizomycotina, Ascomycota, Fungi.
Po raz pierwszy opisał go w 1934 r. Josef Velenovský na trzmielinie pospolitej (Euonymus europaeus) i stąd nazwa gatunkowa.

## Morfologia
Jest to jeden z mniejszych, ale pospolitych gatunków rodzaju Orbilia. Jego brudnopomarańczowe, koliste owocniki mają średnicę ćwierć milimetra. Worki zawierają zwykle 32 zarodniki, ale opisano także okazy z workami zawierającymi 16, 32, 64 i 128 zarodników. Worki mają wymiary 30–40 × 7–7,5 μm i są nieamyloidalne. Askospory 2,5–4,5 × 1,5–2 μm. Ekscypulum i hymenium pokryte krystaliczną skorupą, przez którą przebijają się tylko worki z dojrzałymi zarodnikami. Parafizy są cylindryczne.

## Występowanie i siedlisko
Znane jest jej występowanie Orbilia euonymi tylko w niektórych krajach Europy. Brak go w wydanym w 2006 r. wykazie wielkoowocnikowych grzybów workowych Polski, ale podano jego stanowiska w późniejszych latach.
Grzyb nadrzewny, saprotrof. Zalicza się do grupy gatunków tolerancyjnych na suszę, występuje na martwych gałązkach wciąż jeszcze będących na drzewie.